# Goździkowiec jednokwiatowy

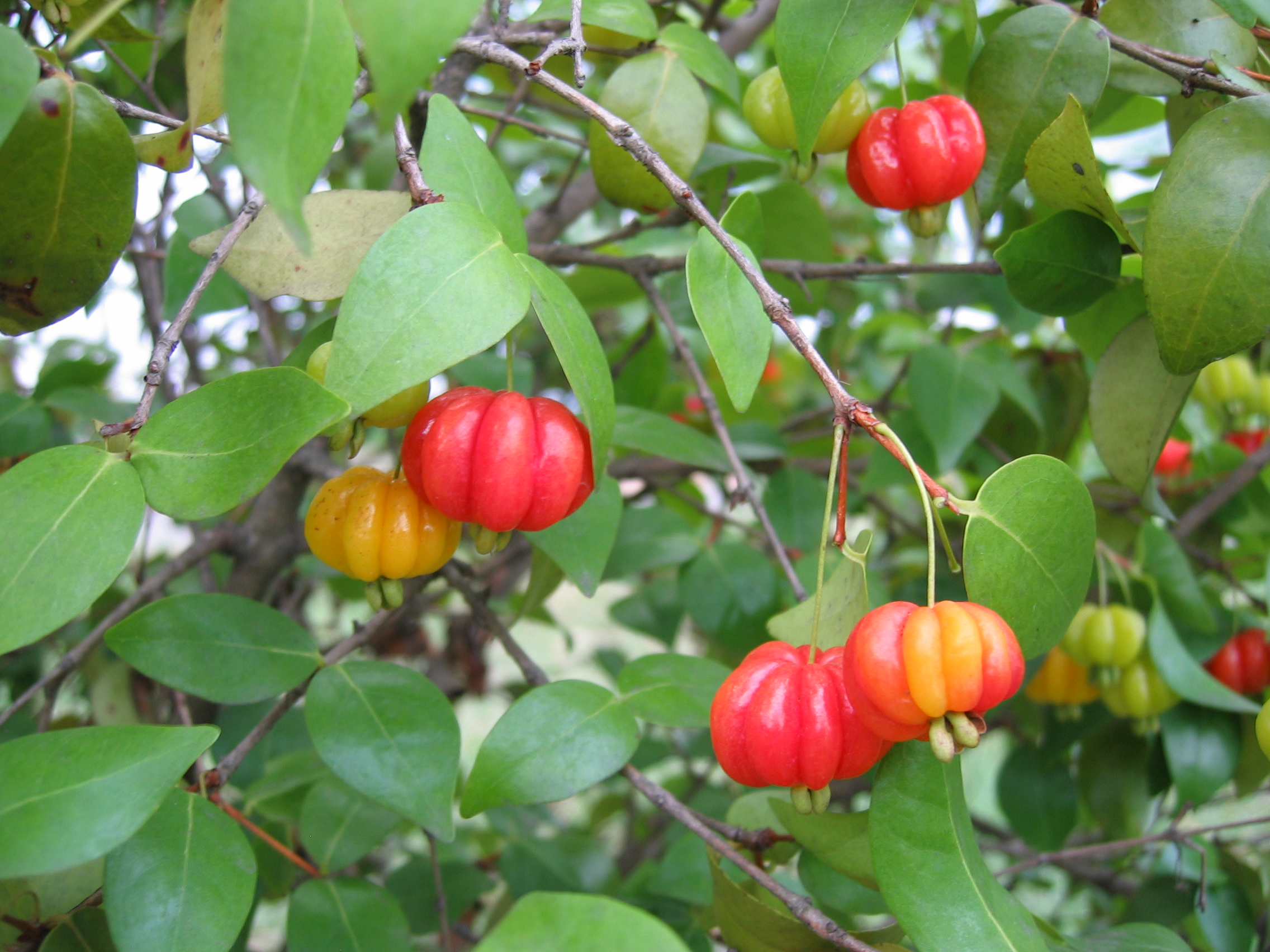
Owoce

Goździkowiec jednokwiatowy, piernia jednokwiatowa, eugenia jednokwiatowa, pitanga (Eugenia uniflora) – gatunek drzewa z rodziny mirtowatych. Pochodzi z Ameryki Południowej, ale został rozprzestrzeniony także w Afryce, Australii, Ameryce Północnej i na Karaibach. Uprawiany jest na Antylach oraz w azjatyckich krajach o klimacie tropikalnym.

## Morfologia
Drzewo dorastające do 7 m wysokości posiada liście jajowate lub jajowatolancetowata. Brzeg liścia lekko falisty, w początkowym okresie czerwonawy. Kwiaty białe, małe, pachnące i pojedynczo umiejscowione w kątach liści. Owocem jest jagoda dorastająca do 4 cm średnicy, okrągława i żebrowana o kolorze od wiśniowej, po ciemnoczerwoną, niekiedy do prawie czarnej barwy. Owoc zawiera 2-3 nasiona.

## Zastosowanie
Owoce jadalne, smaczne i aromatyczne, jadane na surowo lub przeznaczone są na przetwory.